# Chorbusch
Das Naturschutzgebiet Chorbusch befindet sich auf dem Gebiet der kreisfreien Stadt Köln in Nordrhein-Westfalen. Es erstreckt sich westlich von Hackenbroich, einem Stadtteil der Stadt Dormagen im Rhein-Kreis Neuss.  Östlich des Gebietes verläuft die A 57 und fließt der Rhein, westlich verläuft die B 477, südlich die Landesstraße L 93 und südwestlich die B 59.

## Bedeutung
Das 427,68 ha große Gebiet ist unter der Kennung K-021 als Naturschutzgebiet ausgewiesen.